# توماس برجلاند
توماس برجلاند (بالسويدية: Tomas Berglund)‏ هو لاعب هوكي الجليد سويدي، ولد في 9 فبراير 1969 في بيتيو في السويد.

## وصلات خارجية
- توماس برجلاند على موقع EliteProspects.com (الإنجليزية)
- توماس برجلاند على موقع Eurohockey.com (الإنجليزية)
- توماس برجلاند على موقع HockeyDB.com (الإنجليزية)